# Marcel Bots
Marcel Bots (De Moeren, 12 augustus 1925 – Oosterzele, 15 december 1995) was een Vlaams germanist, historicus, bestuurder van het Willemsfonds en hoogleraar aan de Université libre de Bruxelles en de Vrije Universiteit Brussel.

## Biografie
Marcel Bots studeerde Germaanse filologie aan de Rijksuniversiteit Gent (1948) en gaf vervolgens Nederlands en zedenleer aan het atheneum van Gent en aan het Stedelijk Hoger Instituut voor Sociale Studies. In 1952 promoveerde hij tot doctor met een monografie over Isaäc da Costa, die werd bekroond door de Koninklijke Vlaamse Academie voor Taal- en Letterkunde.
Hij werd in 1951 algemeen secretaris van het Willemsfonds. Hij voerde een verjonging van het fonds door, richtte opnieuw de reizende bibliotheken in en bracht het Julius Vuylstekefonds opnieuw tot leven. In 1957 werd Bots benoemd tot hoogleraar aan de Universiteit van Elisabethstad in Belgisch-Congo. Hij werkte er mee aan de uitbouw van een Vlaamse afdeling van de universiteit en richtte een afdeling van het Willemsfonds op die Nederlandse voordrachten hield en pleitte voor de vernederlandsing in de Belgische kolonie. Na de Congocrisis van 1960 keerde Bots terug naar Gent, waar hij benoemd werd tot hoofdinspecteur voor het stedelijk onderwijs. In 1964 werd hij hoogleraar aan de Université libre de Bruxelles voor de Nederlandstalige vakken. Na de splitsing in 1969 doceerde hij aan de Vrije Universiteit Brussel.
Binnen het Willemsfonds bleef hij betrokken bij het jaarlijkse boek van het fonds en de opnieuw ingerichte literaire wedstrijden. In 1965 werd hij benoemd tot ondervoorzitter. In 1982 was hij met onder meer Walter Prevenier en Adriaan Verhulst medeoprichter van het Liberaal Archief, waarvan hij tot aan zijn overlijden voorzitter was.
- Digitale Bibliotheek voor de Nederlandse Letteren: bots007
- Gemeinsame Normdatei: 120136899
- International Standard Name Identifier: 0000 0003 8536 418X
- Library of Congress Control Number: n94020423
- Nederlandse Thesaurus van Auteursnamen: 074648098
- Système universitaire de documentation: 154033928
- Virtual International Authority File: 198354258